# (21269) Bechini
(21269) Bechini (1996 LG) – planetoida z grupy pasa głównego asteroid okrążająca Słońce w ciągu 3,43 lat w średniej odległości 2,27 j.a. Odkryta 6 czerwca 1996 roku.